# Павловський Андрій Федорович
Павловський Андрій Федорович (8 (19) листопада 1789, за іншими даними — 30 листопада (11 грудня) 1789 або 29 листопада (10 грудня) 1788 село Валки, тепер місто Харківської області — 12 (24) січня 1857, 5 (17) лютого 1857, Харків) — український математик.
Праця Павловського «Про імовірності» була першим твором з теорії імовірностей в Рос. імперії. Основні праці Павловського — з теорії диференційних рівнянь з частинними похідними й алгебраїчних кривих.

## Біографія
Народився у місті Валки Харківської губернії у сім'ї небагатого поміщика Ф. К. Павловського. За іншими даними, народився в слободі Таранівка Зміївського повіту. Початкову освіту здобув у Валківському народному училищі, потім навчався казенним коштом у Харківському колегіумі. 1806 року поступив у нещодавно відкритий Харківський університет на фізико-математичний факультет. Тут він навчався у Т. Ф. Осиповського. Павловський закінчив університетзі ступенью кандидата у 1809 року, пройшовши трирічний курс. З 1810 року почав викладати в університеті алгебру, геометрію, тригонометрію і конічні перерізи.
В 1813 році отримав ступінь магістра, з 1815 року — ад'юнкт по кафедрі чистої математики. У 1819 році затверджений у званні екстраординарного професора, а в 1826 році — ординарного професора. У 1845 році одержав звання екстраордінарного професора.
Павловський друкувався мало. Відомо лише дві його друковані праці. У 1820 році А. Ф. Павловський надрукував "Таблицы логарифмов по изданию Каллета со своим «Предуведомлением». 1821 року надрукував працю з теорії імовірностей.
З 1828 по 1829 рік був секретарем Ради університету. У 1830 році обраний бібліотекарем університетської бібліотеки і був ним до 1837 року. До січня 1835 року склав рукописний каталог з богослов'я, філософії, правознавства, політики, статистики, географії; продовжив складання повного каталогу. За часів Павловського -бібліотекаря вона вперше була відкрита для читачів, що не були пов'язани с Харківським університетом. У 1833—1835 роках — інспектор студентів. Брав активну участь у відкритті навчальних закладів на Харківщині і в Харкові.
У 1837 році призначений ректором Харківського університету, однак 1838 року був звільнений з цієї посади за власним бажанням. Вийшов у відставку в 1849 році. У 1850 році Рада університету обрала А. Ф. Павловського своїм почесним членом.
Наприкінці 1880-х років. в Харківському університеті при фізико-математичному факультеті на кошти його сина, Федора Андрійовича, була заснована премія за найкращу роботу з математики імені А. Ф. Павловського.